# Kanári-tölgy
A Kanári-tölgy (Quercus canariensis) a bükkfavirágúak (Fagales) közé tartozó tölgy nemzetség egyik faja. Nevével ellentétben nem őshonos a Kanári-szigeteken.

## Előfordulása
Észak-Afrika, Délnyugat-Európa erdői.

## Leírás
Terebélyes, oszlopos, 25 m magas lombhullató fa. Kérge sötétszürke, vastag, mélyen barázdált.
levelei visszástojásdadok, elliptikusak, 15 cm hosszúak, 7,5 cm szélesek, rendszerint 8-12 karéjúak. Lombfakadáskor piroslóak, szőrösek. Később felszínük sötétzöld és sima fonákjuk világosabb.
Virágai tavasz végén nyílnak. A porzós barkák sárgászöldek, lecsüngőek, a termősek kevéssé feltűnőek.
Termése 2,5 cm-es, egyharmadáig kupacsba zárt makk, a kupacs sűrűn szőrös.

## Képek

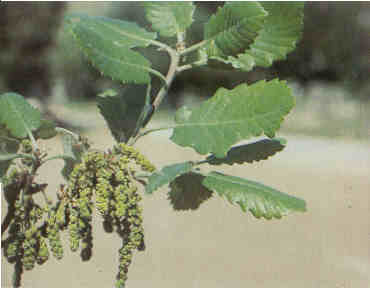
Barkái
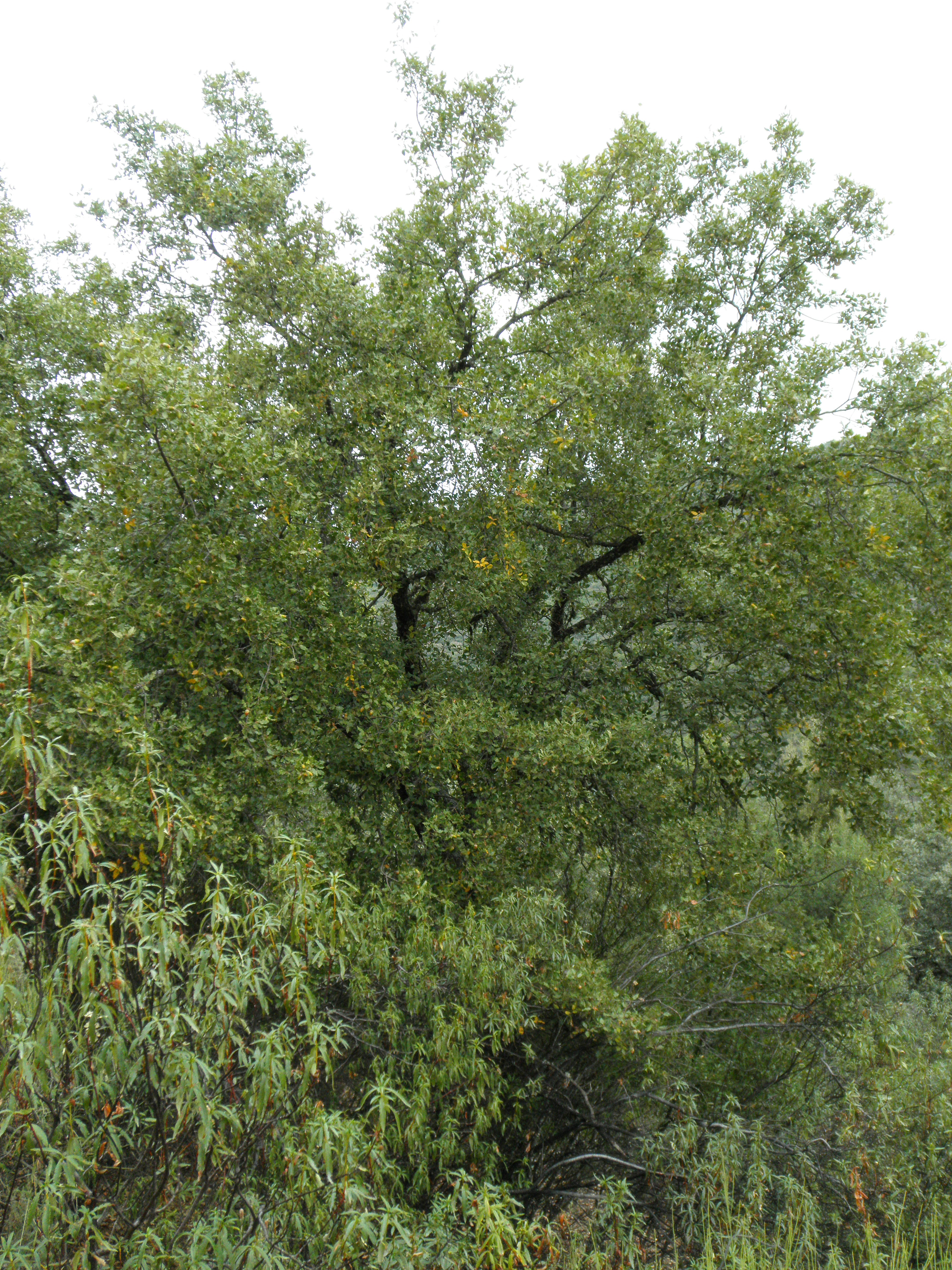
Habitusa
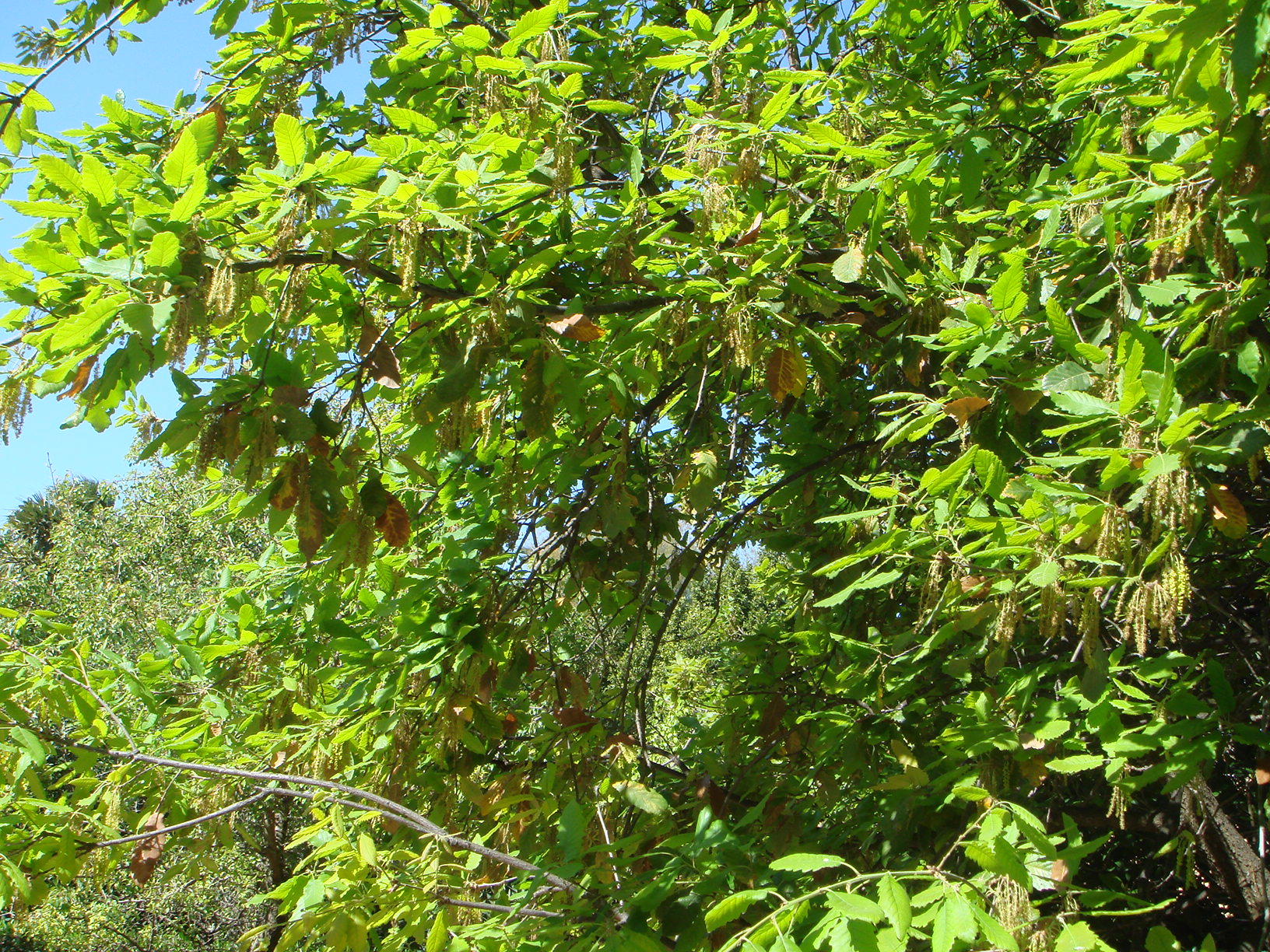